# Piaractus
A Piaractus a csontos halak (Osteichthyes) főosztályának a sugarasúszójú halak (Actinopterygii) osztályába, ezen belül a pontylazacalakúak (Characiformes) rendjébe és a pontylazacfélék (Characidae) családjába tartozó nem.

## Rendszerezés
A nembe az alábbi 2 faj tartozik:
- Piaractus brachypomus (Cuvier, 1818)
- Piaractus mesopotamicus  (Holmberg, 1887)